# Бжег-Дольны (станция)
Бжег-Дольны (пол. Brzeg Dolny) — пассажирская и грузовая железнодорожная станция в городе Бжег-Дольны, в Нижнесилезском воеводстве Польши. Имеет две платформы и три пути.
Станция на железнодорожной линии Вроцлав-Главный — Щецин-Главный. Станция была построена в 1874 году, когда город Бжег-Дольны (нем. Dyhernfurth) был в составе Германской империи.